# Bissighin (Ouagadougou)
Pour les articles homonymes, voir Bissighin.
Bissighin est une localité située dans le département de Ouagadougou de la province de Kadiogo dans la région Centre au Burkina Faso. En 2006, cette localité comptait 17 176 habitants dont 48,37 % de femmes.